# Groupe UDI et indépendants
Pour les articles homonymes, voir UDI.
Le groupe UDI et indépendants (UDI) — anciennement groupe Union des démocrates et indépendants (2012-2017), groupe Les Constructifs : républicains, UDI, indépendants (2017) et groupe UDI, Agir et indépendants (2017-2019 ; 2019-2020) — est un ancien groupe parlementaire de centre droit à l'Assemblée nationale. Fondé en 2012 par Jean-Louis Borloo, il est dissous à l’ouverture de la XVIe législature. La plupart des députés UDI réélus rejoignent alors le groupe Libertés, indépendants, outre-mer et territoires (LIOT).

## Historique

### XIVelégislature
Le groupe est constitué le 26 juin 2012, jour de l'ouverture de la XIVe législature de la Ve République, par des députés issus du Parti radical (PR), du Nouveau Centre (NC), de l'Alliance centriste (AC), du Centre national des indépendants et paysans (CNIP) et Divers droite (DVD), sur la base de l'Union des radicaux, centristes, indépendants et démocrates (URCID). Jean-Louis Borloo est choisi pour être le président du groupe, et le ministre sortant de la Fonction publique, chef de file du Groupe Nouveau Centre de 2007 à 2011, François Sauvadet, devient vice-président. Il sert de base à la création d'un parti du même nom, fédérant ces différentes formations politiques, le 18 septembre 2012.
Il est initialement formé de 12 membres (5 radicaux sur les 12 élus, mais aussi 5 des 12 députés du Nouveau Centre opposés à Hervé Morin et emmenés par Jean-Christophe Lagarde et François Sauvadet, ainsi que deux Divers droite, Jean-Christophe Fromantin, et François-Xavier Villain, ex-vice-président de Debout la République), auxquels s'ajoutent dans un premier temps les trois députés polynésiens proches de Gaston Flosse. Le 20 juin 2012. Face à ce mouvement, Hervé Morin et ses partisans décident de se rallier au nouveau groupe parlementaire, ainsi que les 2 députés néo-calédoniens de Calédonie ensemble.
Au fil des jours précédant la création des groupes, plusieurs autres députés s'y inscrivent, notamment Gilles Bourdouleix (président et seul député du CNIP), les deux députés de l'Alliance centriste de Jean Arthuis, ainsi que Yannick Favennec, membre de l'UMP.
Le 18 septembre 2012, le député radical Michel Zumkeller quitte le groupe UMP et rejoint le groupe de l'UDI. Il ne l'avait pas rejoint plus tôt car il craignait « un petit combat des chefs à 15 ». Voyant que l'union semblait véritablement avoir lieu il a finalement rejoint le rassemblement.
Le groupe collabore avec l'UMP dans l'opposition, mais n'excluait pas de voter certains textes de la majorité.
Le 26 juin 2012, les membres de l'UDI votent blanc lors de l'élection du président de l'Assemblée nationale dans laquelle s'affrontent Claude Bartolone (PS, élu) et Bernard Accoyer (UMP, président sortant).
Après la retraite politique de Jean-Louis Borloo pour cause de maladie, le groupe UDI élit Philippe Vigier comme président en avril 2014.

### XVelégislature
Le 21 juin 2017, le groupe Union des démocrates et indépendants fusionne avec des élus de Les Républicains au sein du groupe Les Constructifs : républicains, UDI, indépendants. Cette constitution est annoncée le 21 juin 2017 par Thierry Solère et Jean-Christophe Lagarde pour rassembler les députés qui « prônent une attitude constructive vis-à-vis des réformes dont le pays a besoin qui seront proposées par le gouvernement »,.
Le groupe s'est déclaré comme membre de l'opposition parlementaire et revendique un positionnement à droite et au centre de l'échiquier politique. Ses responsables ont indiqué que le groupe n'adopterait pas de position commune lors du vote de confiance au gouvernement Philippe II, ses membres étant libres de s'abstenir ou de voter la confiance[réf. nécessaire]. 12 députés votent pour la confiance, 23 s'abstiennent,.
Dans sa déclaration constitutive, les membres du groupe se présentent également notamment comme des « européens convaincus », « partisans d'une société libérale », « adeptes des valeurs de laïcité, de responsabilité et du mérite républicain », « en faveur de l'égalité des hommes et des femmes et le respect des minorités », « soucieux du devenir de la planète » et « ouverts au monde ».
Laure de La Raudière, candidate du groupe à la présidence de l'Assemblée nationale, obtient 34 voix lors du scrutin du 27 juin 2017[réf. nécessaire].
Leur positionnement administratif comme groupe de l'opposition a permis à Thierry Solère d'obtenir le poste de questeur traditionnellement alloué à l'opposition.
À la rentrée 2017, le groupe est l'objet de tensions internes, les députés UDI déplorant de voir le groupe LREM ne traiter qu'avec l'équipe de Thierry Solère et de Franck Riester, une « bande » où « tous veulent être ministre ».
À la suite du départ de Thierry Solère et de la création du parti politique Agir, le groupe change son organisation et sa dénomination à l'occasion de sa réunion du 28 novembre 2017. Il s'intitule désormais « groupe UDI, Agir et indépendants », et est coprésidé par Jean-Christophe Lagarde et Franck Riester.
En novembre 2018, une grande partie du groupe vote contre le projet de loi de finances 2019.
En juin 2019, Jean-Christophe Lagarde menace d'exclure les membres de son groupe « alignés sur la position de la majorité », visant les élus Agir qui soutiennent le gouvernement où figure leur chef de file, Franck Riester, et dont le parti s'est allié à LREM lors des élections européennes, tandis que l'UDI a monté sa propre liste. En septembre 2019, le groupe choisit d'être enregistré comme « minoritaire » — et non plus « d'opposition » — et restaure la mention « Agir » dans le nom du groupe, pour dissuader Olivier Becht d'organiser une scission pour former un groupe Agir. Cette initiative n’est pas suffisante puisqu'un nouveau groupe, Agir ensemble, rassemblant notamment les neuf députés Agir du groupe soutenant ouvertement la majorité, est créé en mai 2020.
Le 1er janvier 2021, le groupe rejoint l'opposition.

### Identité visuelle (logotype)

Premier logo du groupe Les Constructifs avant son changement de nom en novembre 2017.
Logo du groupe UDI, Agir et indépendants utilisé de 2017 à 2020.
Logo du groupe UDI et indépendants depuis 2020.

## Dénomination et composition
| Date              | Nom                                                     | Membres | App. | Total | Évolution | %    |
| ----------------- | ------------------------------------------------------- | ------- | ---- | ----- | --------- | ---- |
| 26 juin 2012      | Union des démocrates et indépendants (UDI)              | 27      |      |       | 27        | 4,68 |
| 27 juin 2017      | Les Constructifs : républicains, UDI, indépendants (LC) | 34      | 1    | 35    | 8         | 6,07 |
| 29 novembre 2017  | UDI, Agir et indépendants (UAI)                         | 28      | 1    | 29    | 6         |      |
| 11 juin 2019      | UDI et indépendants (UDI)                               | 27      | 1    | 28    | 1         |      |
| 28 septembre 2019 | UDI, Agir et indépendants (UAI)                         | 28      | 0    | 28    | 0         |      |
| 26 mai 2020       | UDI et indépendants (UDI)                               | 18      | 0    | 18    | 10        |      |

## Organisation

### Présidents
| Période          | Période          | Identité                | Parti | Parti          | Qualité |
| ---------------- | ---------------- | ----------------------- | ----- | -------------- | --- |
| 26 juin 2012     | 15 avril 2014    | Jean-Louis Borloo       |       | UDI-PRV        | Député, élu dans la 21e circonscription du Nord (de 1993 à 2002 et de 2010 à 2014) Maire de Valenciennes (de 1989 à 2002) |
| 15 avril 2014    | 20 juin 2017     | Philippe Vigier         |       | UDI-NC         | Député, élu dans la 4e circonscription d'Eure-et-Loir (depuis 2007) Maire de Cloyes-sur-le-Loir (de 2008 à 2017)          |
| 27 juin 2017     | 28 novembre 2017 | Stéphane Demilly        |       | UDI-LC (ex-NC) | Député, élu dans la 5e circonscription de la Somme (2002-2020) Maire d'Albert (de 1989 à 2017)                            |
| 27 juin 2017     | 16 novembre 2018 | Franck Riester          |       | LR puis Agir   | Député, élu dans la 5e circonscription de Seine-et-Marne (2007-2018) Maire de Coulommiers (de 2008 à 2017)                |
| 28 novembre 2017 | 21 juin 2022     | Jean-Christophe Lagarde |       | UDI-FED        | Député, élu dans la 5e circonscription de la Seine-Saint-Denis (2002-2022) Maire de Drancy (de 2001 à 2017)               |

### Secrétaires généraux
- 2012-2017 : Fanny Le Luel
- 2018-2022 : Sébastien Guerin

## Membres

### Composition 2012-2017
Parti radical :
- Yves Jégo
- Bertrand Pancher
- Franck Reynier
- Arnaud Richard
- Michel Zumkeller, depuis le 18 septembre 2012.
- Laurent Degallaix, depuis le 1er juillet 2014 (élu à la suite de la démission de Jean-Louis Borloo)
- Patrick Weiten, depuis le 16 avril 2016

Force européenne démocrate :
- Jean-Christophe Lagarde
- François Rochebloine
- André Santini

Les Centristes :
- Charles de Courson
- Stéphane Demilly
- Francis Hillmeyer
- Maurice Leroy
- Rudy Salles
- Francis Vercamer
- Philippe Vigier

Adhérents directs :
- Yannick Favennec
- Meyer Habib, depuis le 10 juin 2013
- Michel Piron, depuis le 15 février 2013
- François-Xavier Villain

Députés Tapura Huiraatira :
- Jean-Paul Tuaiva
- Maina Sage (depuis juillet 2014, élue à la suite de la démission d'Édouard Fritch)

Élus pour le Tahoeraa huiraatira, ils rejoignent en 2016 le Tapura Huiraatira.
Députés Alliance centriste :
- Thierry Benoit
- Philippe Folliot

Députés Calédonie ensemble :
- Philippe Gomès
- Sonia Lagarde

### Composition 2017-2022
| Nom                       | Parti | Parti     | Circonscription                                        |
| ------------------------- | ----- | --------- | ------------------------------------------------------ |
| Thierry Benoit            |       | Horizons  | 6e circonscription d'Ille-et-Vilaine                   |
| Guy Bricout               |       | UDI       | 18e circonscription du Nord                            |
| Pascal Brindeau           |       | UDI       | 3e circonscription de Loir-et-Cher                     |
| Béatrice Descamps         |       | UDI       | 21e circonscription du Nord                            |
| Philippe Dunoyer          |       | CE        | 1re circonscription de Nouvelle-Calédonie              |
| Yannick Favennec-Bécot    |       | DVD       | 3e circonscription de la Mayenne                       |
| Philippe Gomès            |       | CE        | 2e circonscription de Nouvelle-Calédonie               |
| Meyer Habib               |       | UDI       | 8e circonscription des Français établis hors de France |
| Grégory Labille           |       | UDI       | 5e circonscription de la Somme                         |
| Jean-Christophe Lagarde   |       | UDI-FED   | 5e circonscription de la Seine-Saint-Denis             |
| Sophie Métadier           |       | UDI       | 3e circonscription d'Indre-et-Loire                    |
| Pierre Morel-À-L'Huissier |       | UDI       | Circonscription de la Lozère                           |
| Christophe Naegelen       |       | UDI       | 3e circonscription des Vosges                          |
| Nicole Sanquer            |       | A here ia | 2e circonscription de la Polynésie française           |
| Valérie Six               |       | UDI       | 7e circonscription du Nord                             |
| Agnès Thill               |       | UDI       | 2e circonscription de l'Oise                           |
| André Villiers            |       | Horizons  | 2e circonscription de l'Yonne                          |
| Jean-Luc Warsmann         |       | UDI       | 3e circonscription des Ardennes                        |
| Michel Zumkeller          |       | UDI       | 2e circonscription du Territoire de Belfort            |

### Étiquettes
| Parti/étiquette politiques | Parti/étiquette politiques                                             | Nombre de députés |
| -------------------------- | ---------------------------------------------------------------------- | ----------------- |
|                            | Union des démocrates et indépendants (dont Force européenne démocrate) | 14                |
|                            | Calédonie ensemble (mouvement associé à l'UDI)                         | 2                 |
|                            | A here ia Porinetia (mouvement associé à l'UDI)                        | 1                 |
|                            | Les Républicains                                                       | 1                 |
|                            | Divers droite                                                          | 1                 |

### Anciens membres

#### Période 2012-2017
- Gilles Bourdouleix (CNIP : quitte l'UDI le 24 juillet 2013)
- Jean-Christophe Fromantin (TeM : quitte l'UDI le 6 décembre 2015)[28]
- Jonas Tahuaitu (Tahoeraa huiraatira) rejoint en octobre 2016 le groupe LR.

#### Période 2017-2022
- Thierry Solère, initiateur et cofondateur du groupe, fait savoir le 28 novembre 2017 qu'il souhaite le quitter pour rejoindre celui de La République en marche, après avoir adhéré à ce parti le 25 novembre 2017. Richard Ferrand accepte d'intégrer Thierry Solère au groupe qu'il préside[29].
- Marine Brenier quitte en janvier 2018 le groupe pour rejoindre celui des Républicains[30].
- Napole Polutele, député indépendant apparenté au groupe jusqu'à l'annulation de son élection le 2 février 2018. À nouveau candidat en avril 2018, il n'est pas réélu[31].
- Yves Jégo, démissionne de son mandat de député le 15 juillet 2018 afin de se retirer de la vie politique. Son successeur rejoint le groupe des Républicains.
- Bertrand Pancher, Philippe Vigier, Charles de Courson et Yannick Favennec Becot (qui reviendra dans le groupe en décembre 2020) rejoignent le groupe Libertés et territoires à sa fondation, le 17 octobre 2018.
- Franck Riester, devenu ministre de la Culture, quitte l'Assemblée le 16 novembre 2018.
- Maurice Leroy, devenu vice-président du conseil départemental de Loir-et-Cher, démissionne le 9 janvier 2019, conformément à la loi sur le cumul des mandats.
- Frédérique Dumas, rejoint le Groupe Libertés, indépendants, outre-mer et territoiresgroupe LT en juin 2019, estimant que le groupe UAI est devenu une « composante de la majorité »[32].
- Joachim Son-Forget, exclu en décembre 2019.
- Les neuf députés Agir (Olivier Becht, Pierre-Yves Bournazel, Paul Christophe, Agnès Firmin-Le Bodo, Antoine Herth, Vincent Ledoux, Patricia Lemoine, Lise Magnier et Laure de La Raudière) quittent le groupe le 26 mai 2020 pour fonder le groupe Agir ensemble.
- Maina Sage, rejoint les non-inscrits en septembre 2020[33].
- Stéphane Demilly, devenu sénateur, démissionne le 30 septembre 2020, conformément à la loi sur le cumul des mandats.
- Sophie Auconie démissionne le 5 mars 2021.